# María Isabel Indo
María Isabel Indo Muñoz (Santiago de Chile, 9 de septiembre de 1977) más conocida popularmente como Chabe, es una actriz, bailarina, y modelo chilena. Alcanzó notoriedad en su país primero como integrante de la sección Generación 2000 de Venga Conmigo y luego como integrante del programa juvenil Mekano, donde se consagró como una de sus integrantes más emblemáticas.

## Biografía

### Inicios
Indo, conocida como Chabe, inicio su carrera televisiva en 1996 cuando ingresa a participar en un casting al aire para integrar Generación 96' (posterior Generación 2000), sección de Venga conmigo donde un grupo de jóvenes bailaban y doblaban los éxitos del momento. Tras varias semanas ganando su derecho a seguir una semana más concursando, finalmente es integrada al segmento, donde adquirió popularidad y permaneció hasta 2001. 

### 2001-2006
En 2001, Indo ingresó al programa Mekano del canal Mega, donde se encargó de realizar notas para el programa, a la vez que se le asignó la tarea de ser presentadora del Ballet Mekano, grupo de jóvenes bailarines similar a su etapa anterior. En 2002, pasó a ser parte del grupo de baile, ahora llamado Team Mekano y el programa recibiría grupos brasileños del género Axé, que se convirtió en el boom de la tarde, logrando impulsar la carrera de todos los integrantes del programa. Paralelamente estudió teatro en la academia de Patricio Achurra, egresando en 2003 y permitiendo participar de las miniseries del programa, donde Chabe tuvo grandes actuaciones en Amores urbanos (2003) y Don Floro (2004).
En 2006, Chabe sufrió una gran pérdida, luego de que su entonces novio Zeta Matos, falleciera en un accidente en su motocicleta en Costa Rica.
Ese mismo año, Chabe no pudo actuar en la teleserie Montecristo, ya que según ella, le habrían prometido un papel, pero al no cumplir acabó buscando otros proyectos.

### 2007-2011
En 2007, Chabe comenzó a trabajar en Chilevisión, donde tuvo muchas apariciones sobre todo en el programa para adultos Infieles. Ese mismo año, fue invitada al Canal 13 para el programa estelar Vértigo Extremo.
En enero de 2011, Indo fue madre de su hija Isabella y volvió al programa Infieles reconociendo haberse esforzado por trabajar su físico luego de su embarazo.

### 2012-presente
En 2012, Indo fue invitada al programa Sin Dios ni late, donde afirmó haber tenido una relación con el humorista e imitador Stefan Kramer, durante la era de Mekano, mientras ambos aún estaban solteros.

## Filmografía

### Televisión
| Año        | Título            | Rol                    |
| ---------- | ----------------- | ---------------------- |
| 2000       | Venga conmigo     | Generación 2000        |
| 2001       | Mekano            | Integrante Team Mekano |
| 2003       | Amores urbanos    | Patricia               |
| 2004       | Don Floro         | Andrea                 |
| 2004       | Xfea2             | Tamara Rojas           |
| 2005       | EsCool            | Teresa Soto            |
| 2005       | Mitú              | Fernando Carreño       |
| 2006       | Pecados capitales | Episodio: Envidia      |
| 2007; 2011 | Infieles          | 2 personajes           |
| 2007       | Vértigo Extremo   | 1 episodio             |
| 2009       | Mi primera vez    | 1 episodio             |

### Películas
| Año  | Título            | Papel    |
| ---- | ----------------- | -------- |
| 2006 | Kiltro            |          |
| 2013 | Maknum Gonzalez   | Betsabé  |
| 2014 | Santiago Violenta | Angelina |